# Synothele michaelseni
Espèce
Synothele michaelseni est une espèce d'araignées mygalomorphes de la famille des Barychelidae.

## Distribution
Cette espèce est endémique d'Australie-Occidentale. Elle se encontre dans les monts Darling sur le mont Helena, dans le parc national John Forrest et à Perth.

## Description
Le mâle décrit par Raven en 1994 mesure 9 mm et la femelle 12 mm

## Publication originale
- Simon, 1908 : Araneae. 1re partie. Die Fauna Sudwest-Australiens. Jena, vol. 1, no 12, p. 359-446 (texte intégral).